# ناحیه شردینگ
ناحیه شِردینگ (به آلمانی: Schärding District) یک ناحیه در اتریش است که در اوبراسترایش واقع شده‌است. ناحیه شاردینگ ۵۶٬۹۹۶ نفر جمعیت دارد.